# Пиеделс, Андрей
Андре́й Пие́делс (латыш. Andrejs Piedels; 17 октября 1970, Екабпилс, Латвийская ССР, СССР) — латвийский футболист, вратарь. Игрок национальной сборной Латвии. Был заявлен на чемпионат Европы 2004.
Является вратарём, забившим наибольшее количество голов в чемпионатах Латвии — 7 (все — с пенальти).